# Ctenoplusia agnata
Ctenoplusia agnata är en fjärilsart som beskrevs av Otto Staudinger 1892. Ctenoplusia agnata ingår i släktet Ctenoplusia och familjen nattflyn. Inga underarter finns listade i Catalogue of Life.